# Vol RwandAir 205
Le 12 novembre 2009, le Bombardier CRJ-100 assurant le vol RwandAir 205, un vol international régulier à destination de l'aéroport international d'Entebbe, en Ouganda, s'est écrasé dans l'aérogare après un atterrissage d'urgence à l'aéroport international de Kigali, au Rwanda, faisant un mort et 10 blessés parmi les 15 personnes à bord. 
Ce vol était effectué par JetLink Express (en), pour le compte de RwandAir. Au lendemain de l'accident, la compagnie aérienne a suspendu toutes ses opérations avec JetLink Express.

## Contexte

### Avion
L'appareil en question est un Bombardier CRJ-100ER, immatriculé 5Y-JLD (numéro de série 7197). Il a été construit par Bombardier Aviation Company en 1997 et livré à la compagnie aérienne kényane JetLink Express (en) en juin 2007. Au cours de ses 12 années de service, il a effectué 17 140 heures de vol et 17 025 cycles (décollage/atterrissage). Il était également propulsé par deux moteurs General Electric CF34-3A1. 

### Équipage
Aux commandes du vol 205 se trouvait un commandant de bord âgé de 37 ans, qui cumulé 11 478 heures de vol, dont 1 110 heures sur CRJ-100. Son copilote était une femme de 27 ans, qui cumulé 1 558 heures de vol à son actif, dont seulement 533 heures sur CRJ-100.

## Accident
Le vol 205 a décollé de l'aéroport international de Kigali à 12 h 54, heure locale. Lors de la montée initiale au décollage, l'équipage a constaté un blocage de la manette des gaz du moteur n°1 (celui à gauche) sur la poussé au décollage et n'a pas été en mesure de la réduire. Le commandant de bord a informé le contrôle aérien et est entré dans un circuit d'attente, tandis que le copilote et un ingénieur de maintenance de la compagnie, présent à bord de l'avion, ont tenté en vain de remédier au problème de blocage de la manette des gaz. 
Le commandant de bord décide alors de retourner à Kigali où, lors d'une seconde tentative, un atterrissage est effectué sur la piste 28 peu après 11 h 30. Le commandant de bord roule alors jusqu'au parking où il arrête l'avion, coupe le moteur n°2 (celui à droite) ; cependant, le moteur gauche a continué à fonctionner à des réglages de puissance élevés.
Le vol 205 a roulé jusqu'à l'aire de trafic. Cependant, alors que l'équipe au sol allait mettre des cales sur le train d'atterrissage principal, l'avion a soudainement accéléré, à tourné à droite en renversant des barrières anti-souffle, jusqu'à ce qu'il heurte le bâtiment du terminal VIP après avoir parcouru une distance d'environ 500 m. Le train d'atterrissage avant s'est effondré et le nez de l'avion s'est encastré à l'intérieur du bâtiment. Après avoir heurté le mur, les agents de bord de l'avion ont lancé l'évacuation et les passagers se sont échappés par la porte de secours au-dessus de l'aile et se sont éloignés de l'avion vers l'aérogare.
La copilote a finalement été extraite de l'épave trois heures après l'accident. Sur les 10 passagers et 5 membres d'équipage à bord, tous ont survécu à l'accident initial avec des blessures sur 10 personnes présentes à bord de l'avion et dans le terminal VIP ; une passagère est décédée peu après son arrivée à l'hôpital.

## Enquête
L'enquête sur cet accident a révélé que le câble reliant la manette des gaz du moteur gauche à l'ensemble du moteur s'était sectionné peu de temps après l'application de la puissance de décollage. Une procédure présente dans le manuel de référence rapide (QRH) de l'avion, intitulée Thrust Lever Jammed, aurait ordonné aux pilotes d'arrêter le moteur gauche en utilisant le bouton-poussoir d'incendie du moteur gauche, ce qui aurait fermé (entre autres) la vanne d'arrêt du carburant, permettant ainsi de mieux contrôler la vitesse de l'avion lors de l'atterrissage de l'avion. Cette procédure aurait dû être accomplie à une altitude de sécurité, tout en tenant compte du relief ou d'autres obstacles. 
Les pilotes n'ont pas effectué la procédure requise et ont plutôt choisi de retourner immédiatement à l'aéroport, atterrissant à une vitesse supérieure à la normale, en raison du moteur gauche produisant toujours une poussée au décollage, rendant difficile l'arrêt de l'avion et utilisant une distance de piste beaucoup plus grande que la normale. L'avion a été ramené au terminal avec le moteur gauche produisant toujours la puissance de décollage et le moteur droit au ralenti. 
Lorsque l'avion a été immobilisé à l'aérogare, le moteur droit a été coupé par les pilotes, le moteur gauche fonctionnait toujours à la poussée de décollage et tous les circuits hydrauliques était entièrement désactivée, ce qui était une procédure courante à l'époque. Les freins à disque du train d'atterrissage, sur le CRJ-100, sont actionnés par deux des trois systèmes hydrauliques de l'appareil, le système n°2 étant alimenté par des pompes (à la fois mécaniques et électriques) sur le moteur droit et le système n°3 étant alimenté par deux pompes électriques. En coupant le moteur droit et l'ensemble des systèmes hydrauliques et électriques, les freins ainsi que le frein de stationnement n'étaient plus alimentés. 
Alors que la pression hydraulique diminuait et que le moteur gauche produisait toujours une poussée au décollage, l'avion est passé par-dessus les cales, a basculé vers la droite (à cause de la poussée du moteur n°1) et a heurté le mur du terminal VIP. Le moteur gauche a finalement été arrêté par les équipes des pompiers de l'aéroport, qui ont pulvérisé de la mousse anti-incendie dans le moteur gauche.